# هوهاتسنهایم
هوهاتسنهایم (به فرانسوی: Hohatzenheim) یک کمون در فرانسه با جمعیت ۲۱۸ نفر است که در Canton of Hochfelden واقع شده‌است.